# Puchar Polski w piłce nożnej (1994/1995)
Puchar Polski w piłce nożnej mężczyzn 1994/1995 – 41. edycja rozgrywek mających na celu wyłonienie zdobywcy Pucharu Polski, który uzyskał tym samym prawo gry w I rundzie Pucharu Zdobywców Pucharów w sezonie 1995/1996. Mecz finałowy odbył się na Stadionie Wojska Polskiego w Warszawie.
Tytuł zdobyła Legia Warszawa, dla której był to jedenasty tryumf w historii klubu. W związku z tym, że Legia została mistrzem Polski, zwolnione miejsce w Pucharze Zdobywców Pucharów zajął finalista rozgrywek GKS Katowice.

## Runda wstępna –26,28–29 czerwca1994
Mazovia Rawa Mazowiecka – Victoria Łódź 3-0
Bieszczady Ustrzyki Dolne – LKS Poroniec Poronin 2-2, k. 5-3 
Bucovia Bukowa – Tarnovia II Tarnów 1-0, po dogr.
Hetman Białystok – Pogoń Siedlce 0-3
Legia II Warszawa – Olimpia Zambrów 1-0
Jeziorak Iława – Mazur Ełk 3-0 (wo)
Bug II Wyszków – Mławianka Mława 0-2
Tłoki Stal Gorzyce – Unia Hrubieszów 12-1
Granica Chełm – AZS Biała Podlaska 3-4, po dogr.

## I runda –3 sierpnia1994
Wawel Kraków – Krisbut Myszków 1-2
Kalwarianka Kalwaria Zebrzydowska – Concordia Knurów 2-4
Varta Start Namysłów – Ravia Rawicz 4-1
AZS Biała Podlaska – Pogoń Siedlce 2-1
Mławianka Mława – Pomezania Malbork 2-1
Bieszczady Ustrzyki Dolne – Kamax Kańczuga 0-1
Mazovia Rawa Mazowiecka – RKS Radomsko 0-2
Jeziorak Iława – Polonia Chodzież 0-0, k. 4-2
Mazowsze Grójec – Legia II Warszawa 0-1
Izolator Boguchwała – Tłoki Stal Gorzyce 3-1
Gryf Polanów – Energetyk Gryfino 1-1, k. 2-4
Górnik Kłodawa – Cosma Wieluń 4-0
Bucovia Bukowa – KS Lublinianka 1-2
Wierzyca Starogard Gdański – Gryf Słupsk 6-0
Drwęca Golub-Dobrzyń – Mień Lipno 1-4
Pogoń Świerzawa – Kryształ Stronie Śląskie 2-3
Celuloza Kostrzyn – Lechia Zielona Góra 0-2
LKS Lignomat Jankowy – Amica Wronki 0-1
Petrochemia II Płock – Chemik Bydgoszcz 2-1
Kuźnia Jawor – Moto Jelcz Oława 3-0 (wo)

## II runda –17 sierpnia1994
RKS Radomsko – Petrochemia Płock 2-1, po dogr.
KS Lublinianka – Avia Świdnik 1-0
Hetman Zamość – Motor Lublin 4-1
Mławianka Mława – Hutnik Warszawa 3-1
Mień Lipno – Bałtyk Gdynia 2-3
Gwardia Koszalin – Amica Wronki 1-3
Stal Rzeszów – Okocimski KS Brzesko 3-1
Jeziorak Iława – Stomil Olsztyn 0-0, k. 3-0
Concordia Knurów – Szombierki Bytom 1-1, k. 1-3
Wierzyca Starogard Gdański – Arka Gdynia 1-0
GKS Bełchatów – Błękitni Kielce 4-0
Kryształ Stronie Śląskie – Chrobry Głogów 2-0 (Bartkowiak 24', Matuszak 40')
GKS Tychy – Olimpia Poznań 2-2, k. 4-5
Elana Toruń – Lechia Gdańsk 1-1, k. 3-1
Energetyk Gryfino – Stilon Gorzów Wielkopolski 1-0
Lechia Dzierżoniów – Śląsk Wrocław 0-0, k. 3-1
Lechia Zielona Góra – Miedź Legnica 0-1, po dogr.
Górnik Kłodawa – Odra Wodzisław 1-0
KP Wałbrzych – Polonia Bytom 1-2
Legia II Warszawa – Jagiellonia Białystok 0-0, k. 3-5
Varta Start Namysłów – Ślęza Wrocław 0-0, k. 2-3
AZS Biała Podlaska – Bug Wyszków 0-1
Izolator Boguchwała – Karpaty Krosno 2-3
Kamax Kańczuga – Resovia 0-1
Petrochemia II Płock – Włókniarz Pabianice 3-1, po dogr.
Krisbut Myszków – Raków Częstochowa 2-2, k. 5-6
Wisłoka Dębica – Radomiak Radom 2-1
Kuźnia Jawor – Naprzód Rydułtowy 1-3

## III runda –6 września1994
Karpaty Krosno – Wisłoka Dębica 1-2
Górnik Kłodawa – Raków Częstochowa 0-6
Wierzyca Starogard Gdański – Bałtyk Gdynia 0-1
Mławianka Mława – Jagiellonia Białystok 1-0
Petrochemia II Płock – GKS Bełchatów 1-3, po dogr.
KS Lublinianka – Hetman Zamość 0-0, k. 4-5
Naprzód Rydułtowy – Polonia Bytom 2-1
Lechia Dzierżoniów – Ślęza Wrocław 0-0, k. 3-4
Resovia – Stal Rzeszów 2-0
Jeziorak Iława – Elana Toruń 4-1, po dogr.
Kryształ Stronie Śląskie – Miedź Legnica 1-1, k. 3-2
Amica Wronki – Szombierki Bytom 2-0
RKS Radomsko – Bug Wyszków 4-0
Energetyk Gryfino – Olimpia Poznań 0-2

## IV runda –26 października1994
Jeziorak Iława – Górnik Zabrze 3-1
ŁKS Łódź – Sokół Pniewy 3-2
Olimpia Poznań – Pogoń Szczecin 1-0
Kryształ Stronie Śląskie – Stal Mielec 2-2, k. 4-5
Hetman Zamość – Warta Poznań 1-0
Polonia Warszawa – Raków Częstochowa 1-3
Bałtyk Gdynia – Siarka Tarnobrzeg 1-0
RKS Radomsko – Ruch Chorzów 0-1
Mławianka Mława – Lech Poznań 1-4
Amica Wronki – Wisła Kraków 2-0
Resovia – Zawisza Bydgoszcz 1-1, k. 3-2
Ślęza Wrocław – Widzew Łódź 3-2, po dogr.
GKS Bełchatów – Stal Stalowa Wola 0-1
Wisłoka Dębica – Hutnik Kraków 1-4
Legia Warszawa – Zagłębie Lubin 1-0
Naprzód Rydułtowy – GKS Katowice 1-3

## 1/8 finału
Mecze zostały rozegrane 30 listopada 1994.
Jeziorak Iława – Amica Wronki 1:0 (Klimek 30')

Resovia – Olimpia Poznań 0:3 (Majewski 8' 55' Bocian 63')

Bałtyk Gdynia – Stal Mielec 0:4 (Kloc 4' Cygan 38' Federkiewicz 57' Barnak 84')

Lech Poznań – Hutnik Kraków 1:0 (Stachurski 75')

Hetman Zamość – Legia Warszawa 0:3 (Bednarz 5' Michalski 38' Wędzyński 44')

Stal Stalowa Wola – Raków Częstochowa 0:2 (Skwara 22' Bodzioch 56')

ŁKS Łódź – Ruch Chorzów 2:3 dogr. (Płuciennik 7' Soszyński 118' - Śrutwa 21' Gęsior 105' Bizacki 106')

Ślęza Wrocław – GKS Katowice 1:3 (Wrona 5' - Borawski 37' Szczygieł 61' Kucz 71')

## Ćwierćfinały
Mecze zostały rozegrane 5 kwietnia 1995.
Olimpia Poznań – Ruch Chorzów 2:3 dogr. (Ciliński 17' Nowak 18' - Śrutwa 36' Rowicki 63' Bizacki 115')

GKS Katowice – Stal Mielec 1:0 (Widuch 63')

Legia Warszawa – Raków Częstochowa 4:1 dogr. (Wędzyński 48' Lewandowski 98' Unton 112' Mosór 118' - Spychalski 52')

Lech Poznań – Jeziorak Iława 3:1 (Przysiuda 23' Czerniawski 30' Bąk 76' - Klimek 61')

## Półfinały
Mecze zostały rozegrane 3 maja 1995.
Lech Poznań – GKS Katowice 1:1, k. 2:4 (Piskuła 58' - Janoszka 75'k.)

Ruch Chorzów – Legia Warszawa 1:3 (Śrutwa 34' - Mandziejewicz 26' Podbrożny 66' 83')

## Finał

### Szczegóły meczu
| 18 czerwca 1995 15:00 | Legia Warszawa · Pisz 26' · Podbrożny 89' | 2:01:0Raport | GKS Katowice | Stadion Wojska Polskiego, Warszawa Widzów: 20 000 Sędzia: Roman Kostrzewski (Warszawa) |
|                       |                                           |              |              |                                                                                        |